# زبان‌های فرانکی سفلی
فرانکی سفلا، نام گروهی از زبان‌های ژرمنی است؛ که منشأ همگی آنها زبان فرانکی باستان است؛ و در هلند، شمال بلژیک (فلاندری)، شهرستان‌های شمالی فرانسه، غرب آلمان و همچنین کشورهای سورینام، آفریقای جنوبی و نامیبیا بدان‌ها سخن گفته می‌شود.

## زبان فرانکی باستان
فرانکی باستان زبان فرانک‌ها بوده‌است. این زبان که در خانواده زبان‌های ژرمنی غربی جای دارد در زمان مروونژی‌ها و تا قبل از قرن هفتم میلادی رواج داشته‌است. اوسترازیا که یکی از دوبخش اصلی قلمرو مروونژی‌ها بوده شامل غرب آلمان، شرق و شمال فرانسه، لوکزامبورگ، بلژیک و هلند امروزی می‌شده‌است. فرانکی باستان تاثیر زیادی بر فرانسوی باستان داشته‌است. این زبان به تدریج در بخش‌های شمالی تبدیل به فرانکی سفلای باستان و در بخش‌های جنوبی تبدیل به زبان‌های اوییل شد. (فرانکی سفلای باستان دسته‌ای از گویش‌های فرانکی باستان بوده‌است که خود از دو بخش فرانکی سفلای باستان غربی (هلندی باستان) و شرقی تشکیل می‌شده.)

## زبان‌های فرانکی سفلای امروزی

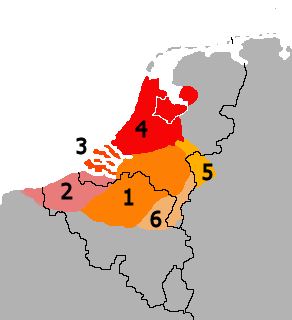
۱- بربانی
۲- فلاندری شرقی و غربی
۳- زیلاندی
۴- هولاندی
۵- خلدری جنوبی
۶- لیمبورخی

زبان‌های فرانکی سفلای امروزی به دوبخش اصلی هلندی و آفریکانس بخش می‌شوند:
- هلندی:
  - بربانی
  - فلاندری شرقی
  - هولاندی
  - لیمبورخی
  - زیلاندی
  - فلاندری غربی
  - خلدری جنوبی
- آفریکانس